# Audea postalbida
Audea postalbida är en fjärilsart som beskrevs av Emilio Berio 1954. Audea postalbida ingår i släktet Audea och familjen nattflyn. Inga underarter finns listade i Catalogue of Life.